# Saint-Caprais-de-Bordeaux
Pour les articles homonymes, voir Saint-Caprais.
Saint-Caprais-de-Bordeaux (Sent Caprasi en gascon) est une commune du Sud-Ouest de la France, située dans le département de la Gironde, en région Nouvelle-Aquitaine.

## Géographie

### Localisation
Commune de l'aire d'attraction de Bordeaux et de son unité urbaine, Saint-Caprais-de-Bordeaux est située dans l'Entre-deux-Mers.

### Communes limitrophes
Les communes voisines sont Baurech ~ 3 km, Cambes ~ 4 km, Cénac ~ 4 km, Sadirac ~ 4 km, Madirac ~ 5 km, Tabanac ~ 5 km, Isle-Saint-Georges ~ 5 km, Beautiran ~ 6 km, Quinsac ~ 6 km, Le Tourne ~ 6 km, Camblanes-et-Meynac ~ 6 km, Castres-Gironde ~ 6 km, Portets ~ 6 km, Latresne ~ 7 km.
| Cénac               | Lignan-de-Bordeaux        | Sadirac                |
| Camblanes-et-Meynac | Saint-Caprais-de-Bordeaux | Madirac                |
| Cambes              | Baurech                   | Saint-Genès-de-Lombaud |

### Climat
Pour des articles plus généraux, voir Climat de la Nouvelle-Aquitaine et Climat de la Gironde.
Historiquement, la commune est exposée à un climat océanique aquitain.  
En 2020, Météo-France publie une typologie des climats de la France métropolitaine dans laquelle la commune est exposée à un climat océanique et est dans la région climatique  Aquitaine, Gascogne, caractérisée par une pluviométrie abondante au printemps, modérée en automne, un faible ensoleillement au printemps, un été chaud (19,5 °C), des vents faibles, des brouillards fréquents en automne et en hiver et des orages fréquents en été (15 à 20 jours).
Pour la période 1971-2000, la température annuelle moyenne est de 12,8 °C, avec une amplitude thermique annuelle de 14,7 °C. Le cumul annuel moyen de précipitations est de 833 mm, avec 12 jours de précipitations en janvier et 6,9 jours en juillet. Pour la période 1991-2020, la température moyenne annuelle observée sur la station météorologique la plus proche, située sur la commune de Cadaujac à 8 km à vol d'oiseau, est de 13,8 °C et le cumul annuel moyen de précipitations est de 918,3 mm,. Pour l'avenir, les paramètres climatiques de la commune estimés pour 2050 selon différents scénarios d’émission de gaz à effet de serre sont consultables sur un site dédié publié par Météo-France en novembre 2022.

## Urbanisme

### Typologie
Au 1er janvier 2024, Saint-Caprais-de-Bordeaux est catégorisée ceinture urbaine, selon la nouvelle grille communale de densité à sept niveaux définie par l'Insee en 2022.
Elle appartient à l'unité urbaine de Bordeaux, une agglomération intra-départementale regroupant 73  communes, dont elle est une commune de la banlieue,,. Par ailleurs la commune fait partie de l'aire d'attraction de Bordeaux, dont elle est une commune de la couronne,. Cette aire, qui regroupe 275 communes, est catégorisée dans les aires de 700 000 habitants ou plus (hors Paris),.

### Occupation des sols

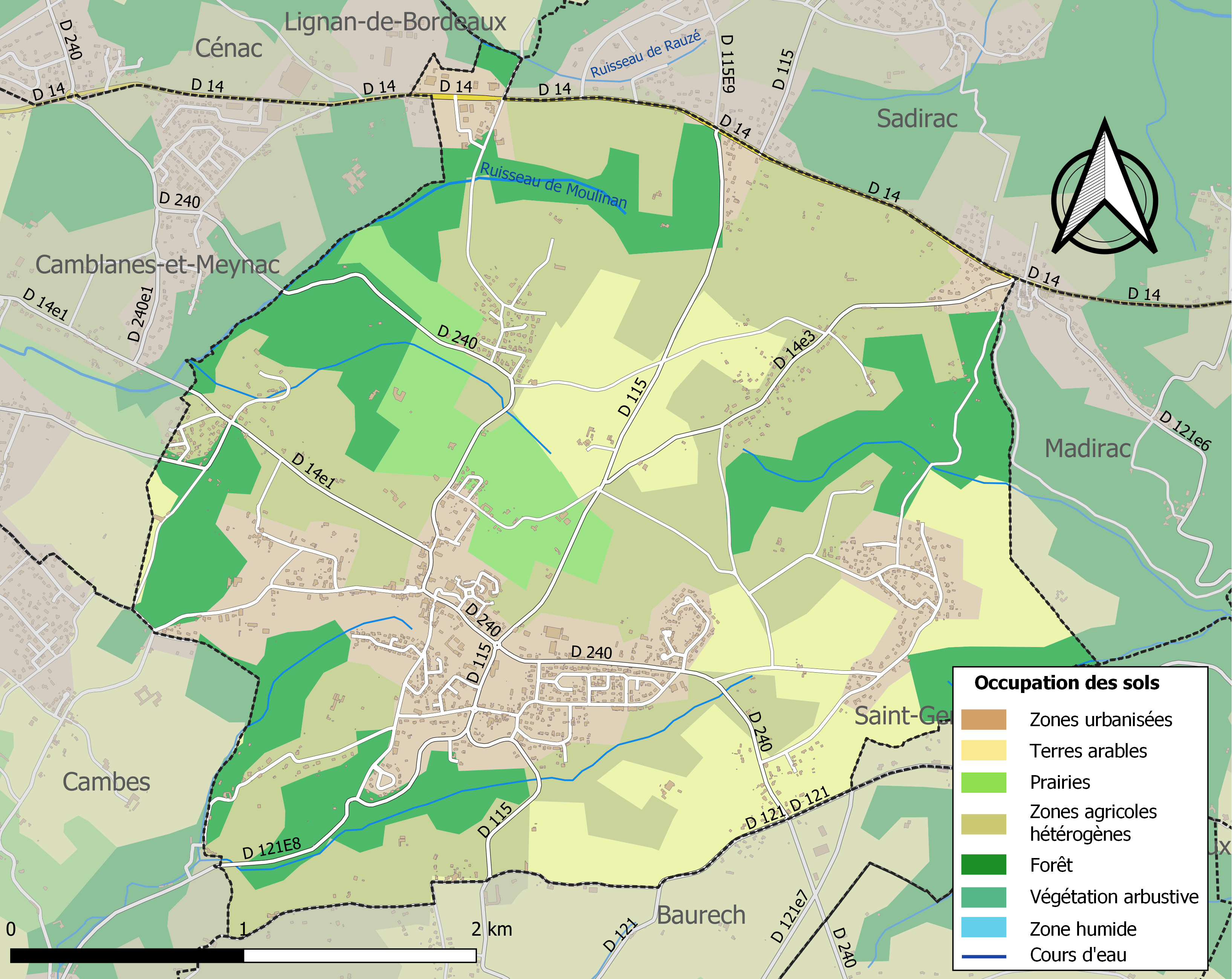
Carte des infrastructures et de l'occupation des sols de la commune en 2018 (CLC).

L'occupation des sols de la commune, telle qu'elle ressort de la base de données européenne d’occupation biophysique des sols Corine Land Cover (CLC), est marquée par l'importance des territoires agricoles (61,1 % en 2018), en diminution par rapport à 1990 (68 %). La répartition détaillée en 2018 est la suivante : 
zones agricoles hétérogènes (38,2 %), forêts (21,4 %), cultures permanentes (17,1 %), zones urbanisées (16,4 %), prairies (5,9 %), zones industrielles ou commerciales et réseaux de communication (1 %). L'évolution de l’occupation des sols de la commune et de ses infrastructures peut être observée sur les différentes représentations cartographiques du territoire : la carte de Cassini (XVIIIe siècle), la carte d'état-major (1820-1866) et les cartes ou photos aériennes de l'IGN pour la période actuelle (1950 à aujourd'hui).

### Risques majeurs
Le territoire de la commune de Saint-Caprais-de-Bordeaux est vulnérable à différents aléas naturels : météorologiques (tempête, orage, neige, grand froid, canicule ou sécheresse), mouvements de terrains et séisme (sismicité faible). Un site publié par le BRGM permet d'évaluer simplement et rapidement les risques d'un bien localisé soit par son adresse soit par le numéro de sa parcelle.
Les mouvements de terrains susceptibles de se produire sur la commune sont des affaissements et effondrements liés aux cavités souterraines (hors mines) et des tassements différentiels. Par ailleurs, afin de mieux appréhender le risque d’affaissement de terrain, l'inventaire national des cavités souterraines permet de localiser celles situées sur la commune.

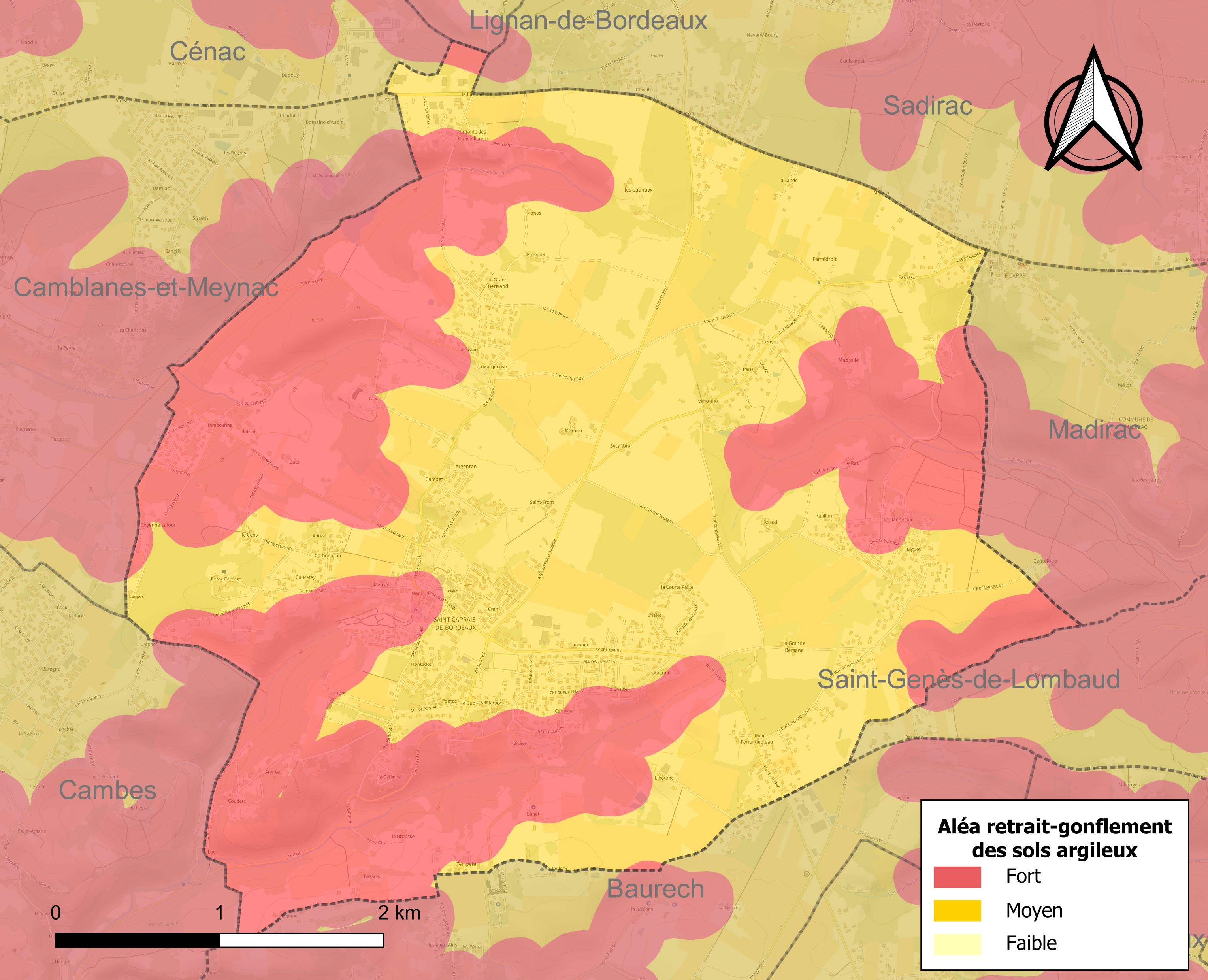
Carte des zones d'aléa retrait-gonflement des sols argileux de Saint-Caprais-de-Bordeaux.

Le retrait-gonflement des sols argileux est susceptible d'engendrer des dommages importants aux bâtiments en cas d’alternance de périodes de sécheresse et de pluie. La totalité de la commune est en aléa moyen ou fort (67,4 % au niveau départemental et 48,5 % au niveau national). Sur les 1 229 bâtiments dénombrés sur la commune en 2019,  1 229 sont en aléa moyen ou fort, soit 100 %, à comparer aux 84 % au niveau départemental et 54 % au niveau national. Une cartographie de l'exposition du territoire national au retrait gonflement des sols argileux est disponible sur le site du BRGM,.
La commune a été reconnue en état de catastrophe naturelle au titre des dommages causés par les inondations et coulées de boue survenues en 1982, 1991, 1999, 2009 et 2021, par la sécheresse en 1989, 1990, 2002, 2003 et 2011 et par des mouvements de terrain en 1999.

## Histoire
A la Révolution, la paroisse Saint-Caprais (ou Saint-Caprais-de-Haux) forme la commune de Saint-Caprais. En 1913, la commune de Saint-Caprais devient Saint-Caprais-de-Bordeaux.

## Politique et administration

### Rattachements administratifs et électoraux
La commune de Saint-Caprais-de-Bordeaux fait partie de l'arrondissement de Bordeaux. À la suite du découpage territorial de 2014 entré en vigueur à l'occasion des élections départementales de 2015, la commune demeure dans le canton de Créon remodelé,.

### Intercommunalité
Saint-Caprais-de-Bordeaux fait également partie de la communauté de communes des Portes de l'Entre-Deux-Mers, membre du Pays du Cœur de l'Entre-deux-Mers.

### Administration municipale
Le nombre d'habitants au dernier recensement étant compris entre 2 500 et 3 499, le nombre de membres du conseil municipal est de 23.

### Liste des maires
| Période                                  | Période               | Identité                   | Étiquette | Qualité |
| ---------------------------------------- | --------------------- | -------------------------- | --------- | --- |
| Maire en 1955                            | janvier 1962 (décès)  | Robert Frot                |           | |
| 1962                                     | juin 1995             | Isnel Perrotin (1919-2015) |           | Artisan maçon, maire honoraire Chevalier de la Légion d'honneur (2005) Réélu en 1965, 1971, 1977, 1983 et 1989                  |
| juin 1995                                | mars 2008             | Jean-Paul Petit            | PCF       | Technicien aéronautique à l'AIA de Bordeaux Réélu en 2001                                                                       |
| mars 2008                                | mars 2011 (démission) | Mickaël Fellonneau         | CPNT      | Gérant de société |
| mars 2011                                | mars 2014             | Jean-Paul Petit            | PCF       | Retraité |
| mars 2014                                | 2020                  | Christian Boneta           | DVG       | Ingénieur principal, directeur des services techniques 4e vice-président de la CC des Portes de l'Entre-Deux-Mers (2014 → 2020) |
| mars 2020                                | mars 2021(démission)  | Sébastien Murard           | SE        | |
| mars 2021                                | En cours              | Tania Couty                |           | |
| Les données manquantes sont à compléter. |                       |                            |           | |

## Jumelages
Carvoeira (pt) (Portugal) depuis 1999

## Démographie
Les habitants de Sant-Caprais-de-Bordeaux sont appelés les Saint-Capraisiens.
L'évolution du nombre d'habitants est connue à travers les recensements de la population effectués dans la commune depuis 1793. Pour les communes de moins de 10 000 habitants, une enquête de recensement portant sur toute la population est réalisée tous les cinq ans, les populations de référence des années intermédiaires étant quant à elles estimées par interpolation ou extrapolation. Pour la commune, le premier recensement exhaustif entrant dans le cadre du nouveau dispositif a été réalisé en 2006.

En 2022, la commune comptait 3 460 habitants, en évolution de +8,09 % par rapport à 2016 (Gironde : +6,91 %, France hors Mayotte : +2,11 %).
| 1793 | 1800 | 1806 | 1821 | 1831 | 1836 | 1841 | 1846 | 1851 |
| ---- | ---- | ---- | ---- | ---- | ---- | ---- | ---- | ---- |
| 480  | 489  | 541  | 528  | 502  | 565  | 551  | 581  | 600  |

| 1856 | 1861 | 1866 | 1872 | 1876 | 1881 | 1886 | 1891 | 1896 |
| ---- | ---- | ---- | ---- | ---- | ---- | ---- | ---- | ---- |
| 609  | 681  | 682  | 806  | 782  | 771  | 711  | 695  | 765  |

| 1901 | 1906 | 1911 | 1921 | 1926 | 1931 | 1936 | 1946 | 1954 |
| ---- | ---- | ---- | ---- | ---- | ---- | ---- | ---- | ---- |
| 761  | 776  | 763  | 661  | 635  | 642  | 580  | 585  | 636  |

| 1962 | 1968 | 1975  | 1982  | 1990  | 1999  | 2006  | 2011  | 2016  |
| ---- | ---- | ----- | ----- | ----- | ----- | ----- | ----- | ----- |
| 666  | 884  | 1 006 | 1 805 | 2 321 | 2 534 | 2 588 | 2 711 | 3 201 |

| 2021  | 2022  | - | - | - | - | - | - | - |
| ----- | ----- | - | - | - | - | - | - | - |
| 3 440 | 3 460 | - | - | - | - | - | - | - |

## Culture locale et patrimoine

### Lieux et monuments
- L'église Saint-Caprais est inscrite en totalité au titre des monuments historiques depuis 1925[36].

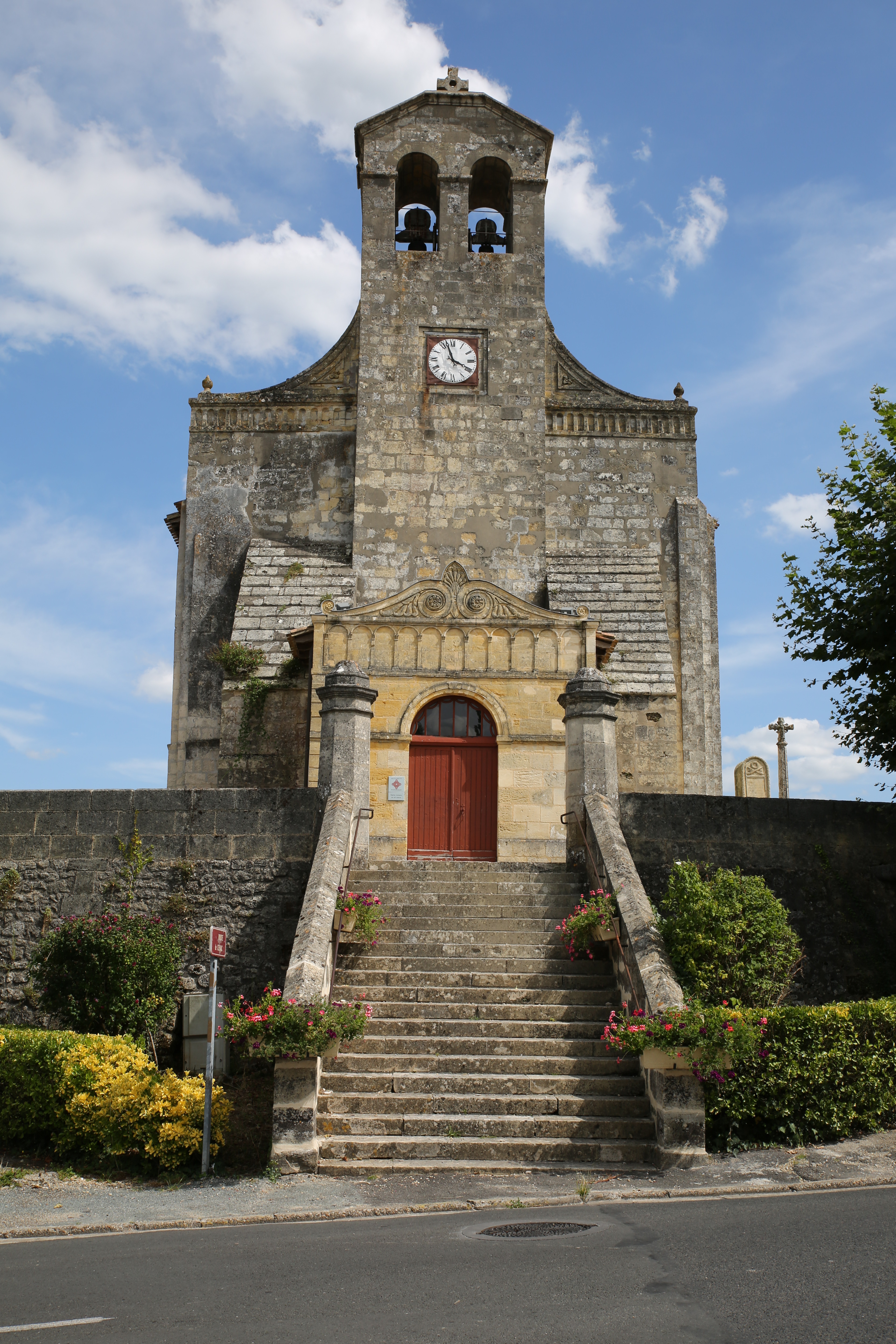
Façade de l'Église St. Caprais
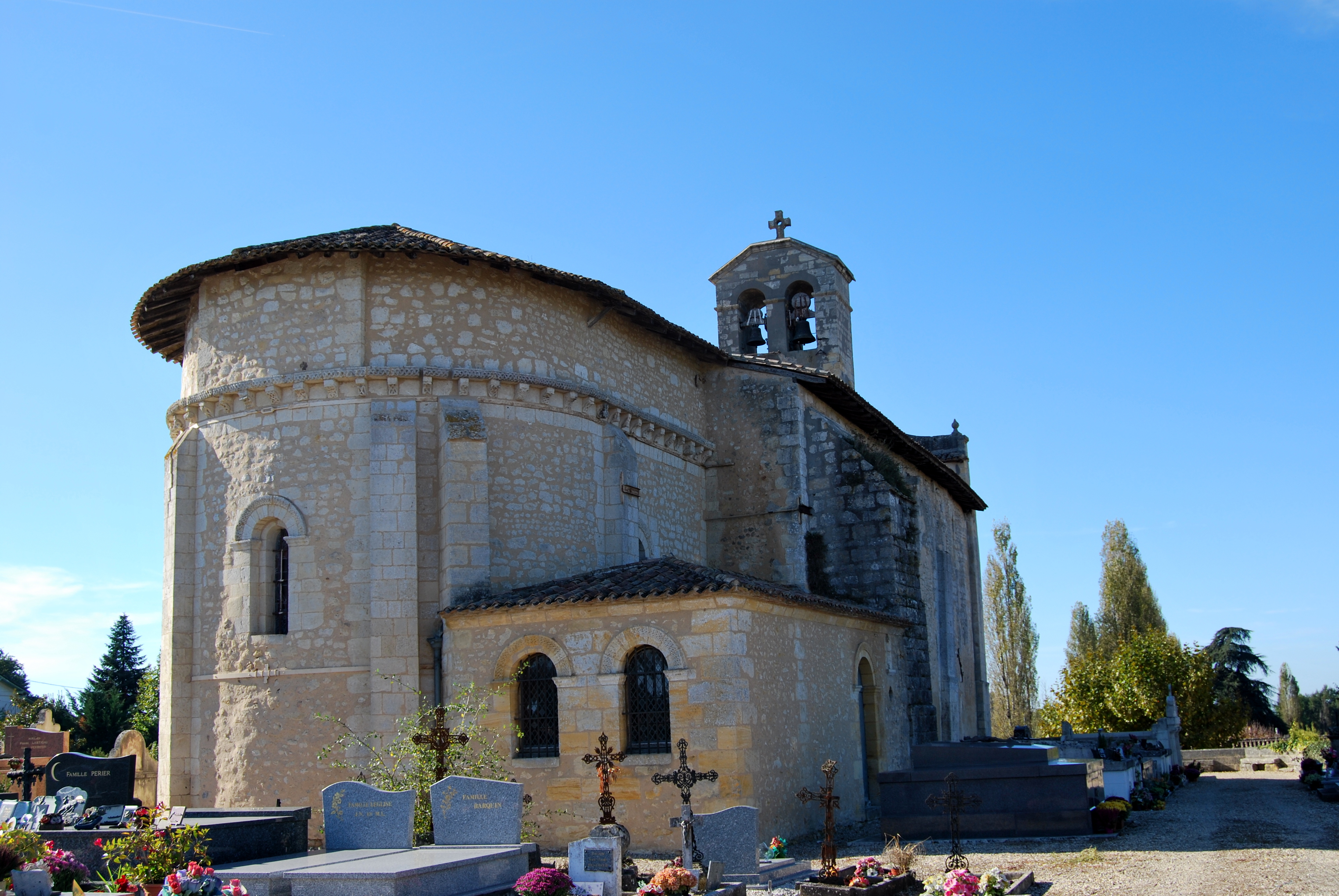
Chevet de l'Église St. Caprais
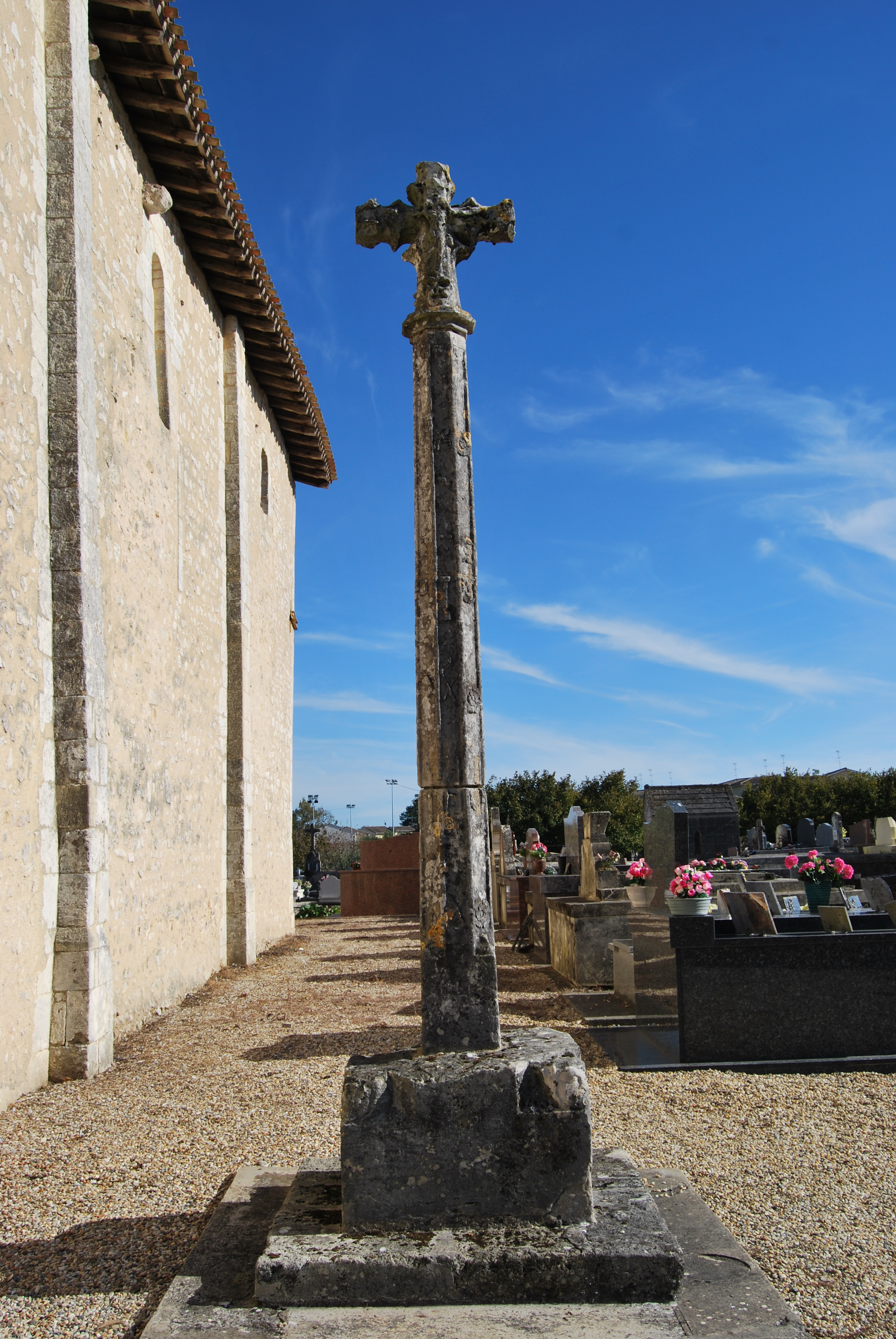
Croix de cimetière
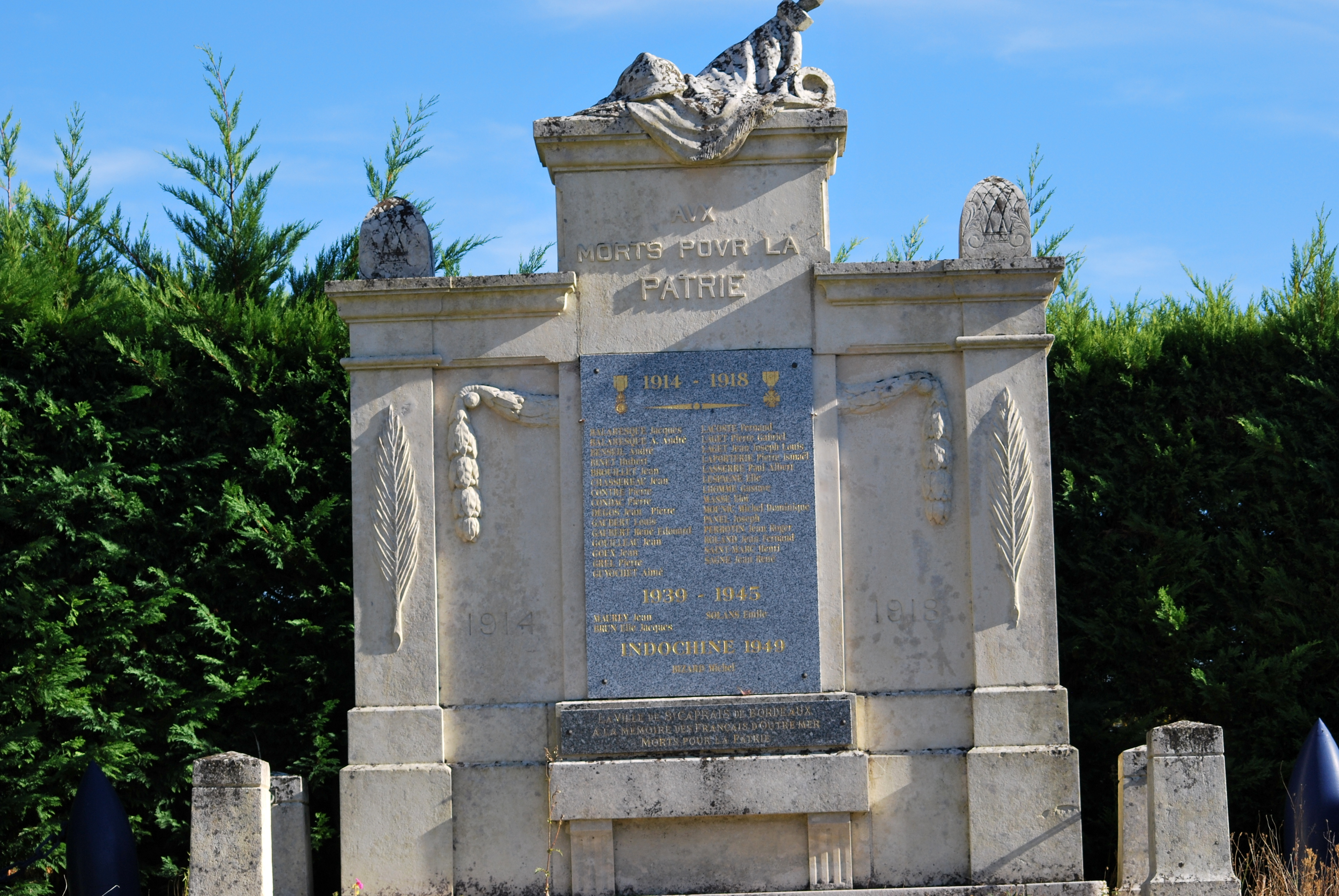
Monument aux Morts
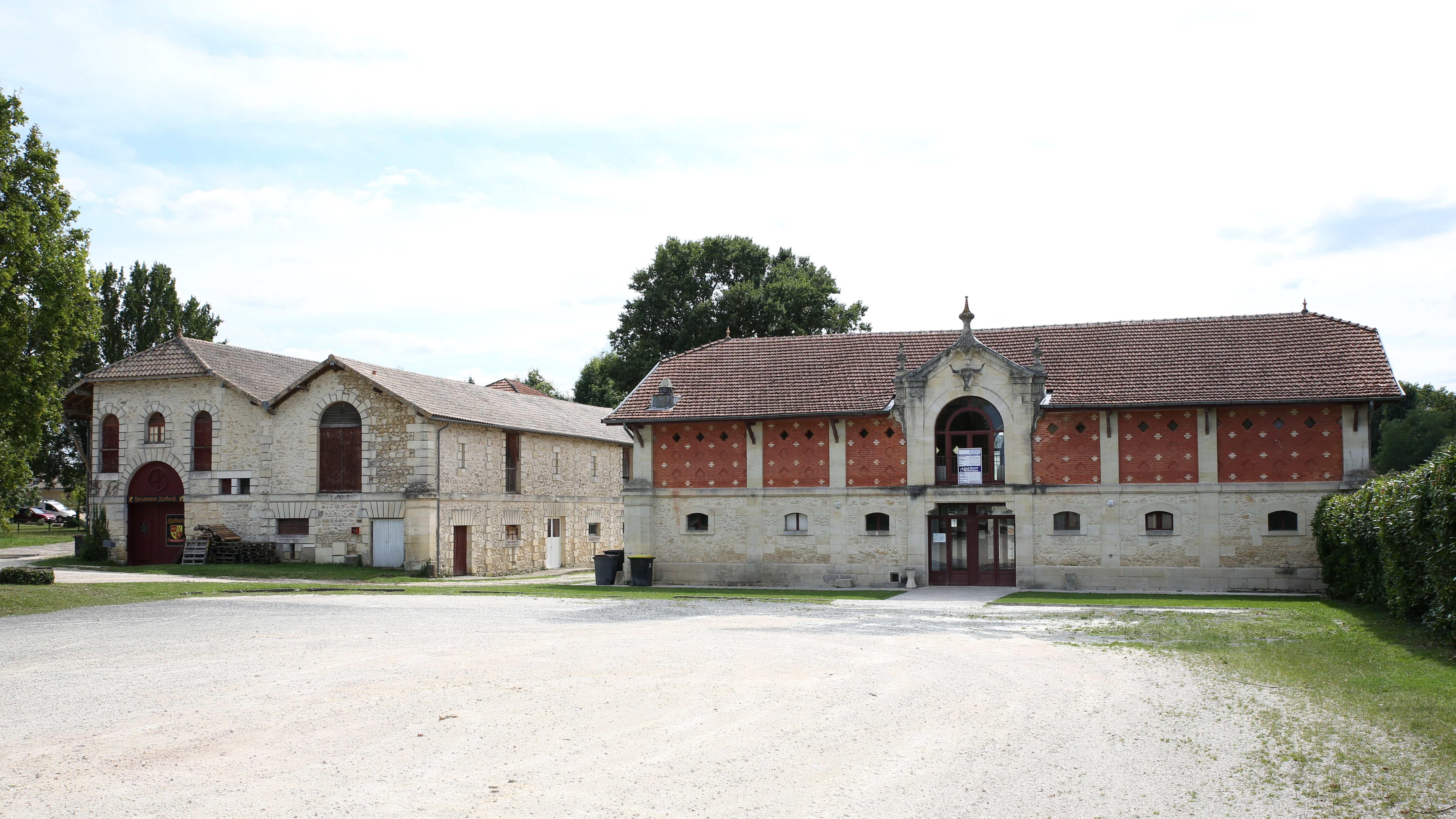
Bâtiments à usage professionnel

### Personnalités liées à la commune
Louis David (1856-1931), né et propriétaire viticole du Domaine de la Fosse Ferrière dans la commune, avocat à Bordeaux et à Paris, maire d'Andernos-les-Bains, sénateur de la Gironde.
Louis Süe (1875-1968), architecte, décorateur et artiste peintre, avait sa résidence secondaire et familiale dans la commune.

### Héraldique
| Blason de Saint-Caprais-de-Bordeaux | Blason  | D’azur au lion d’or armé et lampassé de gueules. Devise / Crivitibus consilus mons (mont couvert de vignes). |
| Blason de Saint-Caprais-de-Bordeaux | Détails | Le statut officiel du blason reste à déterminer.                                                             |